# Casinaria mellaclypea
Casinaria mellaclypea là một loài tò vò trong họ Ichneumonidae.